# Giocattoli rotti
Giocattoli rotti (Broken Toys) è un cartone animato del 1935, incluso nella collana Sinfonie allegre, prodotto da Walt Disney.

## Trama
In una discarica viene gettato un piccolo marinaio ancora utilizzabile. Lì scopre che vi sono stati gettati in passato tanti altri giocattoli rotti o malfunzionanti. Benché malandati, i giocattoli non si arrendono al loro destino e si danno da fare aggiustandosi a vicenda, affinché possano finire i loro giorni in una maniera migliore. L'ultima a essere aggiustata è una bambola cieca, ma l'operazione è molto difficile e necessita l'anestesia. Terminata l'operazione, la bambolina si risveglia con due belle perle come nuovi occhi e abbraccia il simpatico marinaio che le è stata accanto tutto il tempo. Infine tutti i giocattoli, ormai come nuovi, escono dalla discarica e si avviano felici verso un orfanotrofio, dato che è la vigilia di Natale.

## Edizioni home video

### VHS
Il cortometraggio è incluso nella videocassetta Silly Symphonies vol. 2, uscita a febbraio 1987.